# قمارباز (فیلم ۱۹۷۱)
«قمار» (انگلیسی: Gambler (film)) یک فیلم است که در سال ۱۹۷۱ منتشر شد. از بازیگران آن می‌توان به دو آناند اشاره کرد.